# VfL Bochum II
A VfL Bochum II (korábban VfL Bochum Amateure vagy VfL Bochum U-23) a német VfL Bochum tartalék labdarúgócsapata.